# Кліффсайд (Північна Кароліна)
Кліффсайд (англ. Cliffside) — переписна місцевість (CDP) в США, в окрузі Рутерфорд штату Північна Кароліна. Населення — 530 осіб (2020).

## Географія
Кліффсайд розташований за координатами 35°14′53″ пн. ш. 81°45′55″ зх. д. / 35.24806° пн. ш. 81.76528° зх. д. (35.247995, -81.765281).  За даними Бюро перепису населення США в 2010 році переписна місцевість мала площу 6,03 км², уся площа — суходіл.

## Демографія
Згідно з переписом 2010 року, у переписній місцевості мешкало 611 осіб у 233 домогосподарствах у складі 183 родин. Густота населення становила 101 особа/км².  Було 269 помешкань (45/км²).
Расовий склад населення:
| - 90,5 % — білих - 4,9 % — чорних або афроамериканців - 0,7 % — корінних американців - 3,1 % — осіб інших рас |

До двох чи більше рас належало 0,8 %. Частка іспаномовних становила 4,1 % від усіх жителів.
За віковим діапазоном населення розподілялося таким чином: 23,6 % — особи молодші 18 років, 62,2 % — особи у віці 18—64 років, 14,2 % — особи у віці 65 років та старші. Медіана віку мешканця становила 41,8 року. На 100 осіб жіночої статі у переписній місцевості припадало 93,4 чоловіків;  на 100 жінок у віці від 18 років та старших — 95,4 чоловіків також старших 18 років.
Середній дохід на одне домашнє господарство  становив 43 341 долар США (медіана — 47 411), а середній дохід на одну сім'ю — 49 592 долари (медіана — 48 667). За межею бідності перебувало 13,1 % осіб, у тому числі 0,0 % дітей у віці до 18 років та 0,0 % осіб у віці 65 років та старших.
Цивільне працевлаштоване населення становило 103 особи. Основні галузі зайнятості: освіта, охорона здоров'я та соціальна допомога — 42,7 %, виробництво — 30,1 %, будівництво — 15,5 %, публічна адміністрація — 11,7 %.